# Joan Ventosa i Calvell
Joan Ventosa i Calvell (Barcelone, 1879 - Lausanne, 1959) était un avocat, journaliste, économiste, administrateur d’entreprise, homme politique et auteur espagnol.
Juriste de formation, Joan Ventosa entra en politique par la voie du catalanisme, en cofondant avec Francesc Cambó le parti Lliga Regionalista. Élu plusieurs fois député, il fut nommé à la fin de années 1920 ministre des Finances, auquel titre il eut à résoudre les graves problèmes de ravitaillement résultant de la Première Guerre mondiale. L’une des figures de proue du régionalisme politique catalan, il faisait cependant montre de modération et prônait une autonomie de la Catalogne dans le cadre de l’État espagnol. Après une éclipse, consécutive à  l’avènement de la dictature de Primo de Rivera, il se vit à nouveau confier le portefeuille des Finances dans l’ultime gouvernement de la monarchie (1931). À la proclamation de la République, il préféra s’exiler en France, mais revint en Espagne en 1932 et sut se faire élire député à plusieurs reprises. 
Lors du coup d’État de juillet 1936, il rallia le camp nationaliste, mettant au service du régime franquiste son entregent dans les milieux financiers nationaux et internationaux et son savoir économique et administratif — il avait en effet occupé de hauts postes dans l’économie privée —, en particulier pour rapatrier pendant la Guerre civile les fonds espagnols à l’étranger. Monarchiste, signataire notamment d’un manifeste en faveur du prétendant au trône Juan de Bourbon, puis membre du Conseil privé de celui-ci, il se heurta bientôt au Caudillo, qui le destitua de ses fonctions de procureur aux Cortes.

## Biographie

### Premières années et formation
Né à Barcelone le 7 mars 1879, Joan Ventosa était issu d’une famille originaire de Tarragone et liée au monde maritime. Son père, Marià Ventosa i Rabassa (né en 1822), dont il devint orphelin à l’âge de quatre ans, était capitaine de navire et avait tenté de mettre sur pied une compagnie de navigation, sans cependant avoir eu le temps de mettre à exécution ce projet,, ; sa mère, Isabel Calvell i Julià, était native de Barcelone. Attiré par le domaine juridique, Joan Ventosa se licencia en droit à l’université de Barcelone en 1903, puis soutint une thèse de doctorat à l’université centrale de Madrid, avant de devenir en 1904 le premier directeur du journal El Poble Català.
Sa carrière politique débuta en 1901, lorsqu’il cofonda, aux côtés de Francesc Cambó, la Lliga Regionalista, formation politique dont il allait être secrétaire du Comité directeur et l’un des plus hauts dirigeants, notamment comme membre de la Commission d’action politique, mais aussi comme expert et conférencier en questions économiques, financières et administratives. En janvier 1917, il entreprit un voyage à Valence dans le dessein de constituer une alliance avec le valencianisme conservateur, mais s’activa en vain.
C’est sous l’étiquette de la Lliga qu’il participa entre 1907 et 1923 aux différents scrutins électoraux, réussissant à conquérir un siège pour la circonscription de Santa Coloma de Farners (dans la province de Gérone), qu’il devait représenter jusqu’à l’instauration de la dictature de Primo de Rivera en 1923. Il fut aussi à partir de 1905 conseiller municipal de Barcelone.

### Monarchie bourbonienne: ministre des Finances (1917-1918 et 1931)
Entre le 3 novembre 1917 et le 2 mars 1918, Joan Ventosa fit partie, en représentation de la Lliga et au titre de ministre des Finances, du gouvernement d’unité nationale (gobierno de concentración) mis en place à la suite de la grève révolutionnaire de 1917 et présidé par Manuel García Prieto. Dans l’exercice de cette fonction, il sut s’acquérir un indéniable prestige, raison pour laquelle il se vit ensuite confier la difficile mission de diriger le Commissariat au ravitaillement (Comisaría de Abastos). Après que ce service eut été hissé au rang de ministère des Approvisionnements, Joan Ventosa fut nommé ministre et, détenteur du portefeuille correspondant au sein du gouvernement présidé par Antonio Maura entre le 3 septembre et 9 novembre 1918, il lui échut de faire face durant son mandat à la grave pénurie alimentaire qui frappait l’Espagne par suite de la Première Guerre mondiale.
Joan Ventosa était un très proche collaborateur de Francesc Cambó, tant sur le plan politique que financier, et occupait parallèlement d’importants postes dans l’économie privée, notamment comme vice-président de la Compañía Hispano-Americana de Electricidad et de la compagnie d’assurances Banco Vitalicio, comme président de Luz y Fuerzas de Levante et de la Sociedad Financiera de la Industria y Transporte, de même que comme conseiller de la société de distribution d’eau Aguas de Barcelona, et des compagnies d’électricité Eléctricas Reunidas de Zaragoza et Compañía Sevillana de Electricidad, etc.,.
Favorable à la participation, c’est-à-dire à l’implication de la Lliga dans la politique de l’État central, et partisan de la monarchie bourbonienne d’Alphonse XIII, il devint le dirigeant en chef de la Lliga lorsque Cambó se retira temporairement de la politique.
Après le coup d’État du général Primo de Rivera de septembre 1923, Joan Ventosa se mit à l’arrière-plan de la vie politique ; cependant, après la chute de la dictature début 1930, il se vit à nouveau et pour la troisième fois offrir un poste ministériel, cette fois au sein du gouvernement de Juan Bautista Aznar, ultime gouvernement de la monarchie, et assuma le portefeuille des Finances du 18 février au 14 avril 1931. La prise en charge par Ventosa du département des Finances fut sans doute la seule chose importante du point de vue politico-administratif de cet ultime gouvernement. Dans les derniers mois de la monarchie d’Alphonse XIII, il eut à affronter une « hémorragie de capitaux » fuyant vers l’étranger devant l’incertitude politique qui régnait à ce moment-là en Espagne, ce dont Ventosa lui-même se désolait publiquement. Il s’attacha à obtenir la stabilisation de la peseta, tâche à l’accomplissement de laquelle tendaient tous ses efforts.
Sur le plan constitutionnel, le gouvernement Aznar, quelques jours seulement après son investiture le 14 février 1931, déclara reconnaître l’importance, mais aussi la difficulté, de la question régionale et proposa d’« octroyer à la région la pleine autorité dans l’exercice des fonctions qui lui seront attribuées, en évitant les chevauchements de compétences, dommageables et perturbateurs ». Cependant, la solution surgissait alors bien tardivement et apparaissait insuffisante pour la quasi-totalité des partis catalanistes, à l’exception notable de la Lliga qui, alliée au gouvernement par le biais de Ventosa comme ministre, choisit de surmonter sa traditionnelle position sur l’« inaptitude de la Constitution à résoudre le problème catalan », et qualifia la proposition du gouvernement de « plus grande victoire depuis qu’existe le catalanisme politique ».

### Seconde République
La proclamation de la Seconde République en avril 1931 entraîna une césure dans la carrière politique de Joan Ventosa, où celui-ci allait désormais se vouer à ses activités professionnelles, encore que cela ne l’ait pas empêché de faire quelques interventions significatives en politique. La proclamation de la République espagnole et de la République catalane en 1931 le poussa, de même que Cambó, à quitter l’Espagne et à prendre ses quartiers en France. Il se sépara ainsi de la direction politique de la Lliga Regionalista, laquelle perdit après les élections de 1931 la prépondérance politique en Catalogne, au bénéfice de la Esquerra Republicana de Francesc Macià. Ventosa s’en revint en Espagne neuf mois plus tard et réussit à se faire élire député en 1932 à l’élection pour le premier parlement de Catalogne sous la République. Il fut derechef élu député aux élections générales de 1933, puis à celles de 1936, faisant figure depuis lors de porte-voix de la minorité régionaliste, incarnée à Madrid par le groupe parlementaire de la Lliga Catalana, successeur de la Lliga Regionalista,.
Joan Ventosa approuva le statut d’autonomie de la Catalogne adopté par le parlement en septembre 1932, qui n’était certes pas, déclara-t-il, « celui consacré par la Catalogne dans son plébiscite, mais, ainsi que tous le reconnaissent, constitue une base suffisante pour que la Catalogne puisse régir sa propre vie ». Francesc Cambó se borna pour sa part à remercier pour leur participation tous ceux qui avaient contribué à l’adoption de ce nouveau statut,.

### Guerre civile et régime franquiste

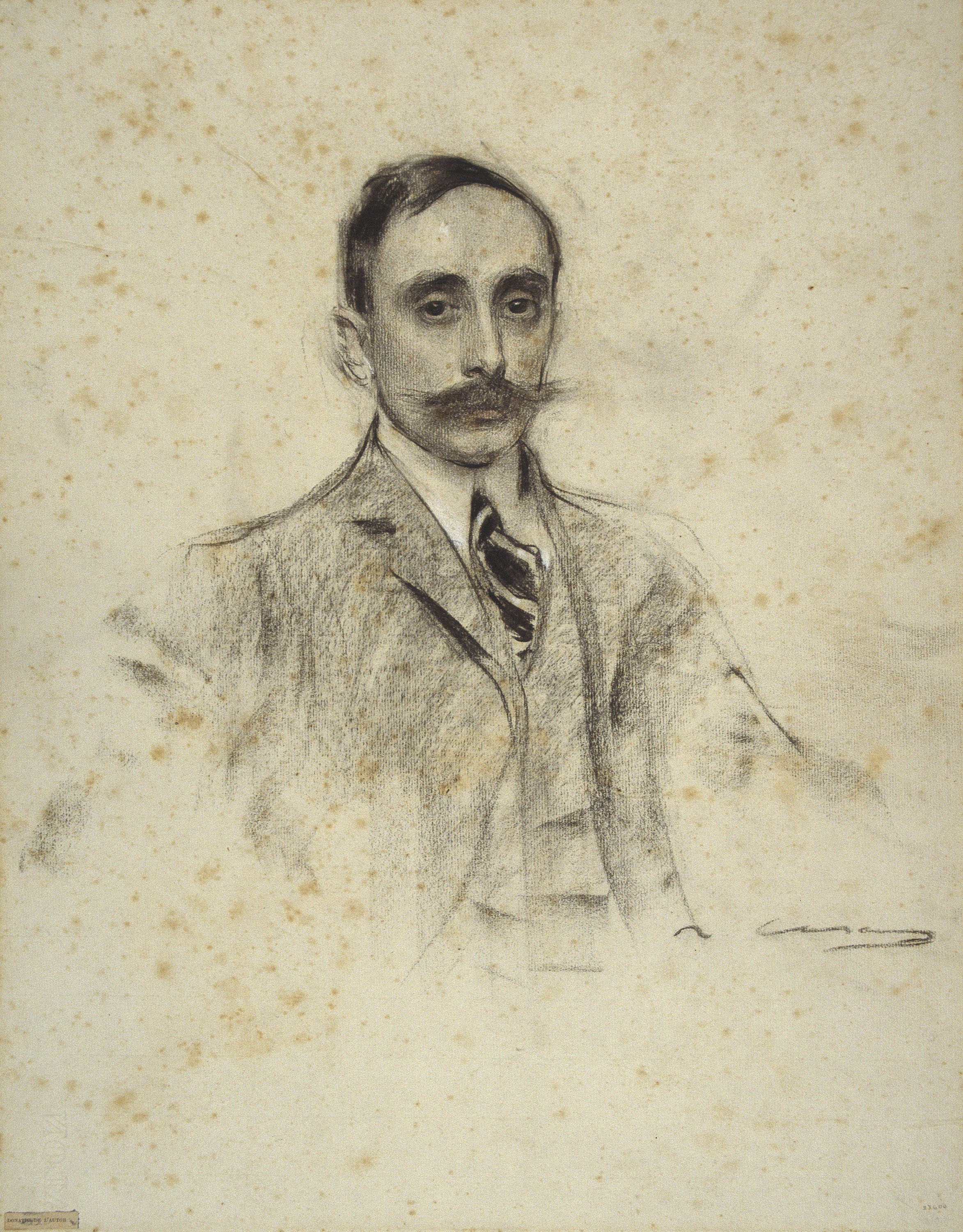
Portrait de Joan Ventosa par Ramón Casas (MNAC).

À l’éclatement de la Guerre civile, il publia une lettre d’adhésion au camp nationaliste du général Franco, élut domicile à Burgos, siège du gouvernement franquiste, et, en qualité d’avocat de la Banque d'Espagne, contribua à faire rapatrier les capitaux espagnols à l’étranger. (Joan Ventosa possédait en effet un important réseau de relations dans les milieux financiers internationaux, à telle enseigne qu’il avait obtenu en 1931 un crédit de 60 millions de dollars de la banque Morgan de New York avec pour seule garantie la procuration personnelle de la banque d'Espagne et l’aval du trésor public espagnol,.)
En accord avec Cambó, il créa à Paris en 1937 une Oficina de Prensa y Propaganda (Bureau de presse et de propagande), au service du régime de Franco. Au cours de la Guerre civile, il perdit un de ses fils, tué au combat dans les rangs des forces nationalistes,.
Au lendemain de la Guerre civile, et bien qu’étroitement lié à la Couronne, il apporta son concours au régime franquiste. Il est à noter que le prétendant au trône Juan de Bourbon jouissait de l’appui non seulement des monarchistes, mais aussi d’une partie des nationalistes catalans, dont notoirement Ventosa et Cambó, qui avaient appuyé les militaires pendant la Guerre civile face au refus du Caudillo de satisfaire la moindre revendication régionaliste, et créé en 1943 leur propre parti, qui préconisait la solution monarchiste. En 1940, lors d’une réunion publique, il se permit de critiquer la politique économique du régime, plus particulièrement son orientation autarcique, qu’il jugeait inappropriée.
En 1943, il fut élu, « sur désignation du chef de l’État », procureur (« procurador », c’est-à-dire député) aux premières Cortes franquistes. La même année, le 15 juin, il apposa sa signature au bas d’un manifeste, dit des Vingt-Sept (d’après le nombre de ses signataires), qui demandait à Franco de restaurer la monarchie et où sa signature côtoyait celle du duc d’Albe, de José de Yanguas Messía, de plusieurs militaires africanistes tels que Fanjul, ainsi que celles de 17 personnalités carlistes,,. La réplique de Franco, insidieuse, consista à évincer presque en silence de la vie publique tous les procuradores signataires et à leur faire cesser par décision immédiate toutes leurs fonctions aux Cortes, de même qu’à expulser de la Phalange ceux des signataires qui en étaient membres,.
À l’automne 1945, Joan Ventosa, au nom de la Lliga, conclut avec d’autres forces politiques une alliance, dénommée Coalición Monárquica, regroupant des carlistes, des affiliés de Renovación Española et les membres restants de la CEDA. (À un certain moment, il était même spéculé qu’il prendrait la tête d’un gouvernement monarchiste appelé à supplanter le régime franquiste.) Il appartenait au Comité directeur de la monarchie et, à partir de 1947, au Conseil privé de Juan de Bourbon.
Joan Ventosa s’employa, comme dernier service rendu à la ville de Barcelone, à revitaliser l’Académie de jurisprudence et de légistique, sise dans cette ville, et s’engagea jusqu’à sa mort pour l’un de ses thèmes de prédilection, à savoir la reconnaissance et la mise en pratique des droits de la personne humaine. Sa persistance sur cette ligne lui valut de devoir mettre fin à ses activités publiques. Il est décédé dans la ville de Lausanne, en Suisse, le 17 août 1959,.

## Famille
En 1910, Joan Ventosa contracta mariage avec María Despujol Ricart,, avec qui il eut cinq enfants : Mariano, Juan María, Ignacio, Isabel et Rosa María.

## Œuvre
- (es) La situación política y los problemas económicos de España, Barcelone, Espasa-Calpe, 1932, 177 p..
- (es) Breviario de problemas contemporáneos, Madrid, Plus-Ultra, 1950, 295 p..